# Ignatz Bürgers

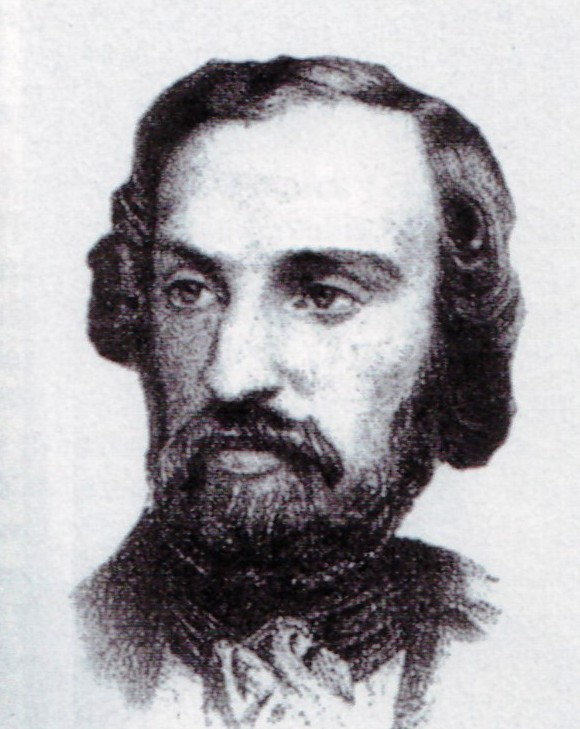
Ignatz Bürgers

Johann Nepomuk Ignatz Joseph Appolinaris Bürgers (* 13. Mai 1815 in Köln; † 9. Mai 1882 ebenda) war ein deutscher Jurist und Politiker.

## Leben
Er war Sohn des Kaufmanns und Gutsbesitzers Johann Arnold Victor Bürgers und dessen Frau Maria Agnes geb. Haan. Er selbst heiratete 1841 Juliane Stein, eine Tochter des Bankiers Johann Heinrich Stein.
Bürgers studierte Rechtswissenschaft zunächst an der Rheinischen Friedrich-Wilhelms-Universität Bonn und wurde dort Mitglied des Corps Hansea I.  Als Inaktiver wechselte er an die   Friedrich-Wilhelms-Universität Berlin. Seit 1839  Gerichtsreferendar in Köln, wurde er 1842 Gerichtsassessor und 1847 Appellationsgerichtsassessor. Von 1850 bis 1865 war er Landgerichtsrat und von 1863 und 1873 Appellationsgerichtsrat. Ab 1868 besaß er ein Rittergut. Von 1879 bis 1882 war er Präsident des Administratorenrats der Rheinischen Eisenbahn-Gesellschaft in Köln.
1842/43 war er im Aufsichtsrat der demokratischen Rheinischen Zeitung in Köln. Dort gehörte er auch zum Mitbegründer des Vereins für das Wohl der arbeitenden Klassen. Im Jahr 1845 arbeitete er an der Monatsschrift Allgemeines Volksblatt mit, das „socialistischen und kommunistischen Tendenzen huldigte“.
Bürgers nahm 1848 am Vorparlament teil und war 1848/49 in der Casinofraktion Mitglied der Frankfurter Nationalversammlung. 1849 nahm er auch noch am Gothaer Nachparlament und 1850 am Erfurter Unionsparlament teil. Als Mitglied des Volkshauses vertrat er den 15. Wahlbezirk der Rheinprovinz (Mülheim, Wipperfürth und Gummersbach) und gehörte der Fraktion der Bahnhofspartei an. Außerdem war er von 1849 bis 1853 und von 1859 bis 1862 Mitglied  des Preußischen Abgeordnetenhauses. In den ersten Jahren gehörte er der Centrumsfraktion und später der Fraktion Vincke an. In den Jahren 1867 bis 1870 war er Mitglied des Norddeutschen Reichstages sowie des Zollparlaments. Außerdem gehörte er als Mitglied der altliberalen Fraktion von 1871 bis 1874 dem Deutschen Reichstag an. Von 1879 bis zu seinem Tod war er Mitglied des Preußischen Herrenhauses.